# Poa grisebachii
Poa grisebachii là một loài cỏ trong họ hòa thảo, thuộc chi poa.